# 莎米拉·泰戈尔
莎米拉·泰戈尔（印地語：शर्मिला टैगोर，英語：Sharmila Tagore，亦稱為：艾伊莎·蘇丹娜夫人（Begum Ayesha Sultana）；1944年12月8日—）是印度女演員，主要作品均是寶萊塢電影。她曾兩次榮獲印度國家電影獎的獎項及一次印度電影觀眾獎的最佳女演員殊榮。2005年12月，她成為联合国儿童基金会的親善大使並是第62届戛纳电影节的評審員之一。她在2013年獲印度政府頒發莲花装勋章。

## 生平
莎米拉来自印度一个知名孟加拉族家族，著名诗人罗宾德拉纳特·泰戈尔是她的远房亲戚。
1969年12月27日，她和印度貴族及國家板球代表隊前隊長萬蘇爾·阿里·罕·帕塔迪（Mansoor Ali Khan Pataudi）舉行了伊斯蘭教的婚禮儀式。泰戈跟隨丈夫改信伊斯蘭教並使用穆斯林名字「Ayesha Sultana」作為她的新名字。她和丈夫育有3名孩子：賽伊夫·阿里·罕（1970年出生）、莎芭·阿里·罕（1976年出生）和索哈·阿里·罕（1978年出生）。其中賽伊夫和索哈均成為演員。

## 外部連結
- 莎米拉·泰戈尔在互联网电影资料库（IMDb）上的資料（英文）
- 莎米拉·泰戈尔在豆瓣上的资料（简体中文）
- 莎米拉·泰戈尔在1905电影网上的简介（简体中文）